# بلین (مین)
بلین(به انگلیسی: Blaine) شهری در ایالت مین کشور ایالات متحده آمریکا است که جمعیت آن در سرشماری سال ۲۰۱۰ میلادی، ۳۰۱ نفر بوده‌است.